# Leipheimer Linde
Die Leipheimer Linde war eine mehrhundertjährige Winterlinde in der Stadt Leipheim im schwäbischen Landkreis Günzburg. Sie hatte einen Stammumfang von 10,5 Metern.
Die Leipheimer Linde überstand im Jahr 1979 einen Brand. Im Dezember 1999 verursachte der Jahrhundertorkan Lothar einen mehrere Meter langen Riss im Stamm.
Die folgenden Bilder zeigen die Leipheimer Linde und ihren mächtigen Stamm am 4. Juli 2004 um die Mittagszeit.

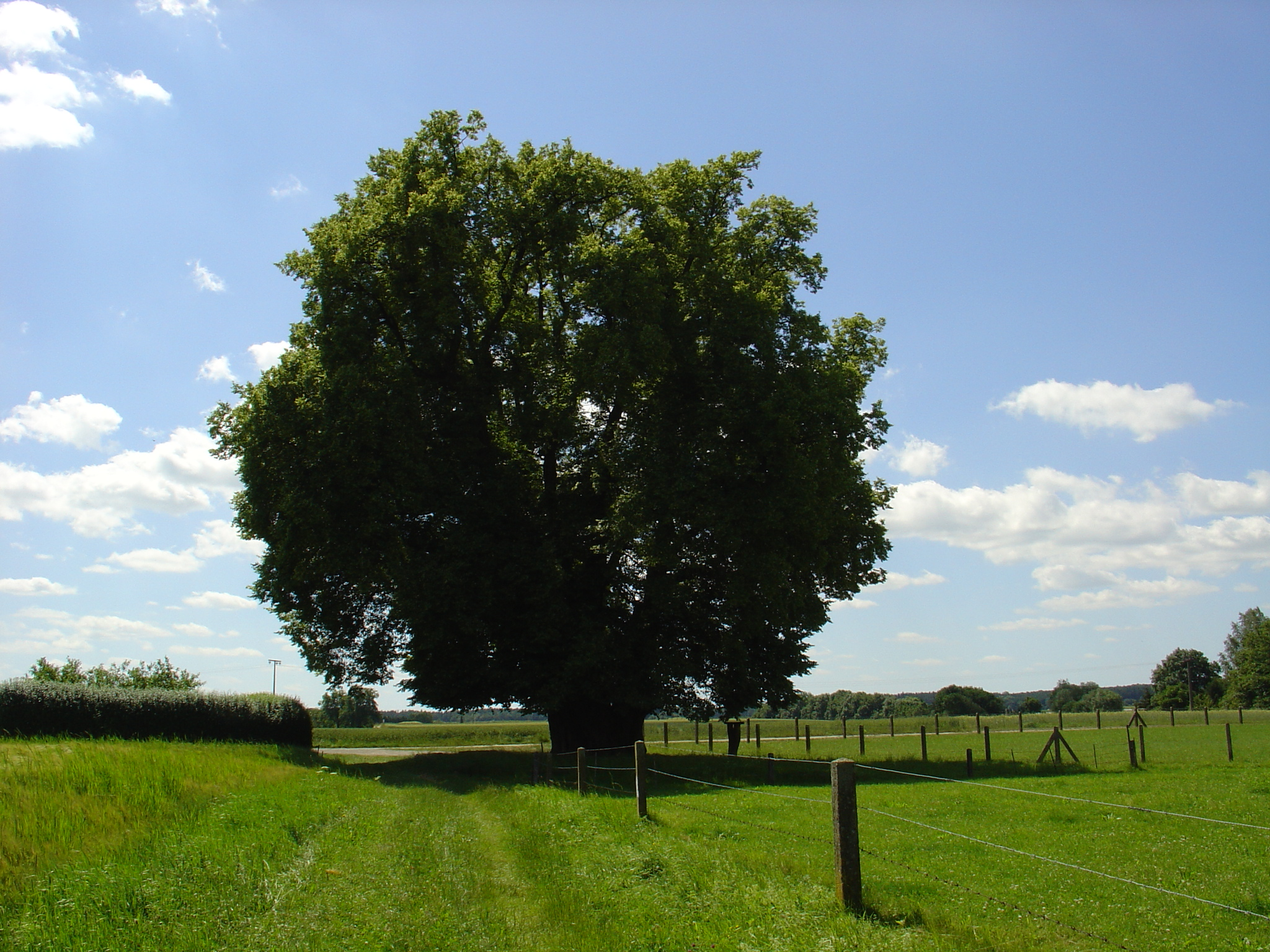
Leipheimer Linde im Juli 2004

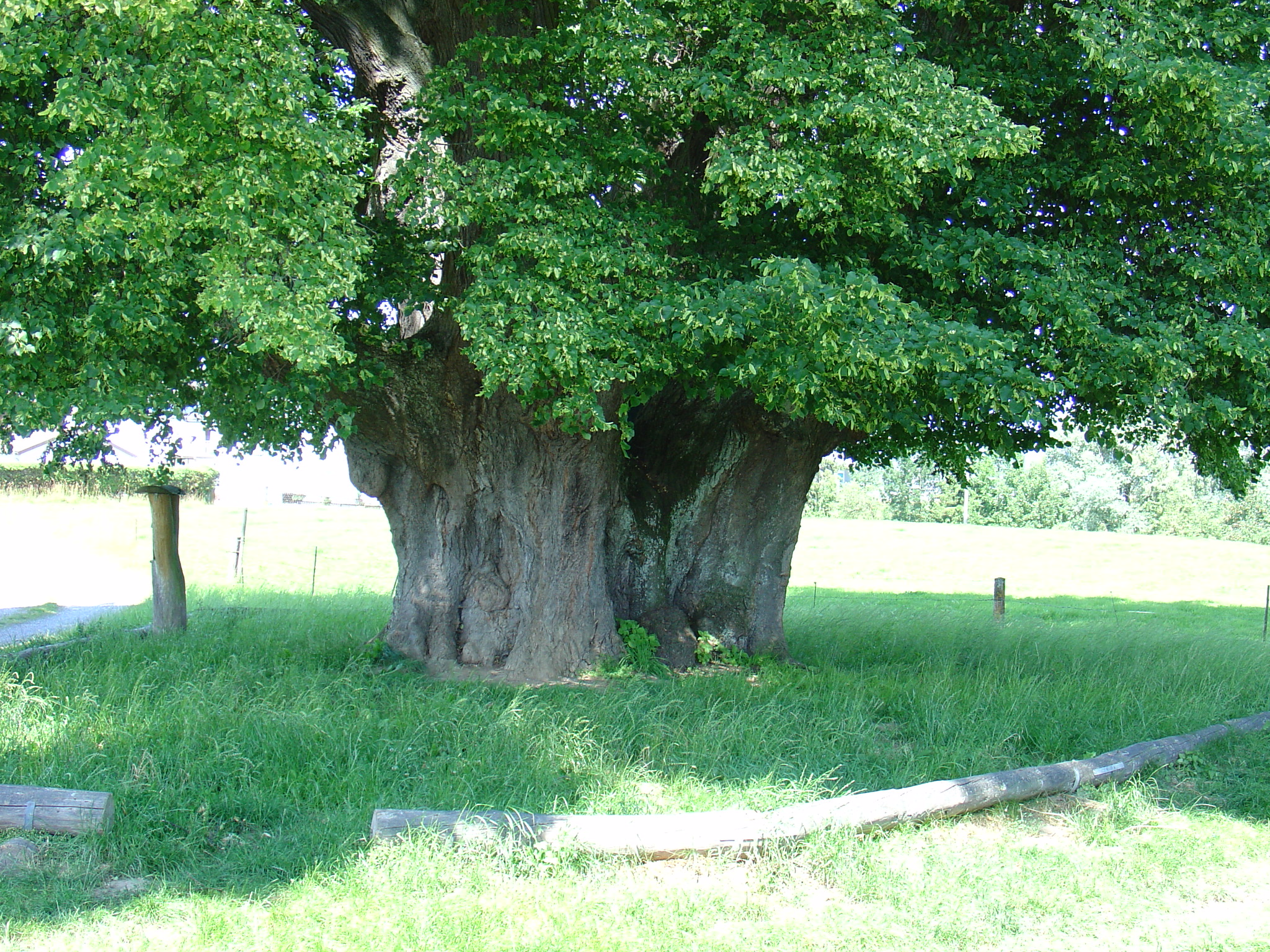
Stamm der Leipheimer Linde im Juli 2004

Im November 2007 konnte nur noch ein radikaler Kronensicherungsschnitt den Baum erhalten, bei dem er von 30 Metern Höhe auf 8 Meter gekürzt wurde. Der damalige Stadtratsbeschluss zur Rettung korrigierte einen vorangegangenen Fällbeschluss, dem eine Einstufung des Baums als unrettbar wegen eines Pilzbefalles zugrunde gelegen hatte.
Im Jahr 2015 hat der Umfang 10,32 m und die Höhe 13 m betragen.
Die Linde wurde 2025 gefällt, der Baumstumpf entfernt und drei neue Linden gepflanzt.